# Рутени
Појам Рутени (лат. Rutheni) је вишезначни етноним, који је током старије (средњовековне и ране нововековне) историје употребљаван у појединим (првенствено несловенским) језицима као општи егзонимски (страни) назив за све Источне Словене. Пошто је био страног порекла, појам се није одомаћио у народном говору, нити је икада прихваћен као народни назив од стране било које словенске групе, тако да током целокупне историје није постојао ни један словенски народ чији би припадници сами себе на сопственом језику називали Рутенима.
Пошто је остао ограничен на употребу у страним (несловенским) језицима, појам је почевши од 16. века постепено сужаван, првенствено на оне Источне Словене који су били настањени на просторима данашњих држава Белорусије и Украјине. Након 18. века, појам је додатно сужен на тадашње Малорусе (потоње Украјинце и Русине). У земљама некадашње Аустроугарске монархије (1867—1918), појам је означавао првенствено Малорусе (данашње Украјинце и Русине).

## Историја
Почевши од античких времена, у латинском језику је постојао појам Рутени (лат. Rutheni), који се односио на древне Рутене, келтско племе у старој Галији. Иако тај келтски народ није имао никакве везе са Словенима, поједини средњоевропски и западноевропски хроничари који су стварали на латинском језику, почели су током средњег века да употребљавају исти појам за означавање Источних Словена. Такво позајмљивање античких имена и њихово преношење на друге народе представљало је честу појаву у средњовековној историографији, чиме је постављена основа за каснији настанак бројних ненаучних теорија о античком пореклу разних народа.
Током каснијих времена, у периоду од краја 18. до почетка 20. века, било је неколико покушаја да се управо уз позивање на назив Рутени исконструише наводна веза између Источних Словена и старих Келта у античкој Галији, али такве теорије никада нису стекле упориште у науци, нити су прихваћене у словенској јавности.
Употреба рутенских одредница је добила посебну политичку димензију већ крајем 18. века, након запоседања Галиције (1772), када су хабзбуршке државне власти у сарадњи са унијатским круговима почеле да потенцирају употребу појма Рутени, чиме се желела избећи употреба ендонимских (изворних) назива, изведених из старог руског имена (Русини, Малоруси, Белоруси). Иако је међу источнословенским становништвом у тадашњој аустријској Галицији и појединим угарским жупанијама употребљаван изворни етноним Русини, односно Рушњаци, државне власти Аустријског царства и потоње Аустроугарске монархије су то становништво упорно називале Рутенима, не желећи да признају њихово изворно име. Упркос томе, вештачки појам Рутени није стекао популарност у народу, али је преко аустро-немачке литературе и пропаганде ушао у разне стране језике. Велику улогу у промовисању вештачког појма Рутени међу Источним Словенима имала је и Католичка црква, преко својих унијатских огранака.
Покушаји да се појам Рутени путем разних административних мера и пропагандних публикација уведе међу источнословенско становништво у хабзбуршким земљама нису уродили плодом, пошто тај страни термин није био прихваћен у народном говору. Поменути егзоним није био потребан народу, који је имао своје изворно име, оличено у појму Русини, односно Рушњаци. У циљу очувања изворног имена, народни прваци у неколико наврата протествовали против наметања вештачког рутенског назива. Насупрот томе, употреба рутенске терминологије се током 19. века одомаћила у страној (несловенској) литератури, првенствено под утицајем званичне аустроугарске и католичке терминологије, која је додатно уобличена почетком 20. века.
Током новије историје, појам Рутени је био предмет разних манипулација и злоупотреба, првенствено у антисловенској, односно антируској и антирусинској литератури, што је дошло до посебног изражаја и у савременим настојањима да се тај вештачки појам одржи у животу, са циљем даљег потискивања изворних назива, изведених из старог руског имена (Русини, Малоруси, Белоруси). Појам је такође био злоупотребљаван и од стране украјинских фашиста као саставни део њихове политике негирања народне посебности Русина, које украјински неофашисти и данас сматрају „карпатским Украјинцима”. Сличне појаве су присутне и у публицистици на енглеском језику, где се поменути појам (енгл. Ruthenians) често употребљава у функцији избегавања употребе исправног назива за Русине (енгл. Rusyns), што представља посебан терминолошки изазов за истраживаче у области друштвених и историјских наука.
Осврнувши се управо на поменуте терминолошке проблеме, русински писац Иван Сливка (1899—1986), који је уједно био и гркокатолички свештеник међу Русинима у САД, указао је у разним радовима на значај очувања русинског народног имена, упозоривши своје сународнике на опасност од прихватања егзонимског (страног) назива Рутени. Исти став је усвојио и најпознатији русински историчар и бивши председник Светског конгреса Русина, проф. др Павел Р. Магочи, који је изричито указао на неприкладност употребе рутенских одредница за означавање Русина у међународној терминологији.

## Рутени у наводном Одоакаровом натпису
Један од најпознатијих случајева ненаучне употребе историјских извора у области проучавања рутенске терминологије проистекао је из покушаја појединих аутора (углавном аматера и публициста) да докажу наводно рутенско порекло краља Одоакара (476—493), првог владара позноантичке Италије из времена након пропасти Западног римског царства.
Поменута теорија се заснива на веома специфичном извору, а реч је о меморијалној плочи из 1521. године, која је постављена у Капели Светог Максима у аустријском граду Салцбургу. На тој веома позној плочи, налази се латински натпис у коме је Одоакар поменут као „краљ Рутена” (лат. Rex Rhvtenorvm), а исти натпис садржи и казивање о упаду разних варварских народа у Норик током 477. године. Због свог веома позног настанка (1521) и разних анахронизама, садржај поменутог натписа се у науци сматра легендарним, односно фиктивним, а постанак самог натписа и његовог садржаја је до детаља проучен на основу документације из салцбуршких архива.
Упркос томе, поједини аутори (углавном аматери и публицисти) су управо на основу поменутог натписа покушали да докажу да је краљ Одоакар био Рутен, на шта се надовезао и низ претпоставки о наводној вези између античких (келтских) Рутена у старој Галији и потоњих Источних Словена у карпатским областима, а неки аутори су отишли и корак даље, тврдећи да салцбуршки натпис има наводну античку старину, пошто (према њиховом уверењу) потиче из давне 477. године.
Осврнувши се на такве и сличне тврдње, најпознатији русински историчар Павел Р. Магочи (бивши председник Светског конгреса Русина) је нагласио да поменуте теорије представљају „инвентивне приче” разних „креативних” аутора.